# Borough d'Erewash
Erewash est un district non-métropolitain du Derbyshire, en Angleterre. Il existe depuis le 1er avril 1964 et est issu de la fusion des districts urbains de Ilkeston et de Long Eaton, et d'une partie du district rural de South East Derbyshire. Il comprend les villes d'Ilkeston, son chef-lieu, de Long Eaton et de Sandiacre, et 14 civil parish.